# Nationale Straßen-Radsportmeister 2003
| Nation                 | Straßenrennen – Männer         | Einzelzeitfahren – Männer      | Straßenrennen – Frauen      | Einzelzeitfahren – Frauen |
| ---------------------- | ------------------------------ | ------------------------------ | --------------------------- | ------------------------- |
| Argentinien            | Javier Gómez                   | Guillermo Brunetta             | Jésica Compiano             | Jésica Compiano           |
| Australien             | Stuart O’Grady                 | Ben Day                        | Olivia Gollan               | Olivia Gollan             |
| Belgien                | Geert Omloop                   | Marc Wauters                   | Anja Nobus                  | Evy van Damme             |
| Belize                 | Ariel Rosado                   | nicht ausgetragen              | nicht ausgetragen           | nicht ausgetragen         |
| Brasilien              | Júnior Hernández Quadri        | Luis Tavares                   | nicht ausgetragen           | nicht ausgetragen         |
| Bulgarien              | Daniel Bogomilow               | Iwajlo Gabrowski               | nicht ausgetragen           | nicht ausgetragen         |
| Burkina Faso           | Saïdou Rouamba                 | nicht ausgetragen              | nicht ausgetragen           | nicht ausgetragen         |
| Chile                  | Gonzalo Garrido                | Marco Antonio Arriagada        | nicht ausgetragen           | nicht ausgetragen         |
| Volksrepublik China    | Wang Guozhang                  | nicht ausgetragen              | nicht ausgetragen           | nicht ausgetragen         |
| Costa Rica             | Marconi Durán                  | Nieves Carrasco                | nicht ausgetragen           | nicht ausgetragen         |
| Dänemark               | Nicki Sørensen                 | Michael Blaudzun               | Lisbeth Simper              | Lisbeth Simper            |
| Deutschland            | Erik Zabel                     | Michael Rich                   | Trixi Worrack               | Judith Arndt              |
| Elfenbeinküste         | Mamadou Ouattara               | nicht ausgetragen              | nicht ausgetragen           | nicht ausgetragen         |
| Estland                | Janek Tombak                   | Jaan Kirsipuu                  | nicht ausgetragen           | nicht ausgetragen         |
| Finnland               | Jussi Veikkanen                | Matti Helminen                 | Maaria Siren                | nicht ausgetragen         |
| Frankreich             | Didier Rous                    | Eddy Seigneur                  | Sonia Huguet                | Jeannie Longo-Ciprelli    |
| Griechenland           | Panagiotis Marantakis          | Ioannis Tamouridis             | Eleftheria Ellinikaki       | Anastasia Pastourmatzi    |
| Großbritannien         | Roger Hammond                  | Stuart Dangerfield             | Nicole Cooke                | nicht austragen           |
| Guatemala              | Nery Velásquez                 | nicht ausgetragen              | nicht ausgetragen           | nicht ausgetragen         |
| Irland                 | Mark Scanlon                   | David O’Loughlin               | Geraldine Gill              | nicht ausgetragen         |
| Israel                 | Dor Dviri                      | Daniel Helstoch                | nicht ausgetragen           | nicht ausgetragen         |
| Italien                | Paolo Bettini                  | Giampaolo Mondini              | Alessandra Cappellotto      | Giovanna Troldi           |
| Japan                  | Shinichi Fukushima             | Kazuya Okazaki                 | Miho Oki                    | nicht ausgetragen         |
| Kanada                 | Dominique Perras               | Eric Wohlberg                  | Geneviève Jeanson           | Lyne Bessette             |
| Kasachstan             | Pawel Newdach                  | Dmitri Murawjow                | nicht ausgetragen           | nicht ausgetragen         |
| Kirgisistan            | Eugen Wacker                   | Eugen Wacker                   | nicht ausgetragen           | nicht ausgetragen         |
| Kolumbien              | Élder Herrera                  | Heberth Gutiérrez              | Ana Paola Madriñan          | Sandra Patricia Gómez     |
| Kroatien               | Radoslav Rogina                | Radoslav Rogina                | nicht ausgetragen           | Ivana Ruszkowski          |
| Lettland               | Andris Naudužs                 | Raivis Belohvoščiks            | nicht ausgetragen           | nicht ausgetragen         |
| Litauen                | Vytautas Kaupas                | Tomas Vaitkus                  | Edita Pučinskaitė           | Diana Žiliūtė             |
| Luxemburg              | Benoît Joachim                 | Christian Poos                 | Isabelle Hoffman            | nicht ausgetragen         |
| Malta                  | Etienne Bonello                | Jack Schiavone                 |                             |                           |
| Marokko                | nicht ausgetragen              | Abdelatif Saadoune             | nicht ausgetragen           | nicht ausgetragen         |
| Mexiko                 | Antonio Aldape                 | Eduardo Sánchez                | Belem Guerrero              | Patricia Palencia         |
| Mongolei               | Dschamsrangiin Öldsii-Orschich | Dschamsrangiin Öldsii-Orschich | nicht ausgetragen           | nicht ausgetragen         |
| Neuseeland             | Heath Blackgrove               | Gordon McCauley                | Joanne Kiesanowski          | nicht ausgetragen         |
| Niederlande            | Rudie Kemna                    | Maarten den Bakker             | Suzanne de Goede            | Jolanda van Dongen-Cools  |
| Norwegen               | Gabriel Rasch                  | Steffen Kjærgaard              | Anita Valen de Vries        | Anita Valen de Vries      |
| Österreich             | Georg Totschnig                | Andrew Bradley                 | Bernadette Schober          | Doris Posch               |
| Peru                   | Percy Osco                     | Patricio Meléndez              | Giuliana Fatule             | nicht ausgetragen         |
| Polen                  | Piotr Przydział                | Tomasz Lisowicz                | Bogumiła Matusiak           | Joanna Ignasiak           |
| Portugal               | Pedro Soeíro                   | Joaquim Andrade                | Irina Coelho                | Isabel Caetano            |
| Russland               | Alexander Baschenow            | Wladimir Gussew                | Swetlana Bubnenkowa         | nicht ausgetragen         |
| Schweden               | Jonas Holmqvist                | Magnus Bäckstedt               | Susanne Ljungskog           | Susanne Ljungskog         |
| Schweiz                | Daniel Schnider                | nicht ausgetragen              | Nicole Brändli              | Priska Doppmann           |
| Serbien und Montenegro | Ivan Stević                    | Mikoš Rnjaković                | Zorica Milićević-Antić      | Zorica Milićević-Antić    |
| Simbabwe               | Gareth Barry                   | Wonder Matenje                 | nicht ausgetragen           | nicht ausgetragen         |
| Slowakei               | Martin Riška                   | Róbert Nagy                    | nicht ausgetragen           | nicht ausgetragen         |
| Slowenien              | Tadej Valjavec                 | Mitja Mahorič                  | nicht ausgetragen           | nicht ausgetragen         |
| Spanien                | Rubén Plaza                    | Íñigo Chaurreau                | Eneritz Iturriagaechevarria | María Teodora Ruano       |
| Südafrika              | David George                   | Jeremy Maartens                | Anriette Schoeman           | Ronel van Wyk             |
| Trinidad und Tobago    | Emile Abraham                  | nicht ausgetragen              | nicht ausgetragen           | nicht ausgetragen         |
| Tschechien             | Lubor Tesař                    | Michal Hrazdíra                | Ilona Bublová               | Ilona Bublová             |
| Ukraine                | Serhij Hontschar               | Serhij Matwjejew               | nicht ausgetragen           | nicht ausgetragen         |
| Ungarn                 | Gábor Arany                    | László Bodrogi                 | Márta Vajda                 | nicht ausgetragen         |
| Usbekistan             | Sergei Kruschewski             | Sergei Kruschewski             | nicht ausgetragen           | nicht ausgetragen         |
| Venezuela              | Tonny Linárez                  | José Chacón                    | Angie González              | Anrossy Paruta            |
| Vereinigte Staaten     | Mark McCormack                 | Chris Baldwin                  | nicht ausgetragen           | Kimberly Bruckner         |
| Belarus                | Jauhen Sobal                   | Jauhen Sobal                   | nicht ausgetragen           | nicht ausgetragen         |